# 唐一麐
唐一麐（1523年—1565年），字仁甫，號止菴，直隸常州府武進縣人，民籍，明朝解元、進士。

## 生平
嘉靖二十八年（1549年）己酉科應天府鄉試第一名。嘉靖四十四年（1565年）乙丑科進士三甲第十名進士。兵部观政，本年四月丁忧，未及授官而卒。

## 佚事
嘉靖己酉鄉試，主试敖铣、黄廷用，本欲取唐一麐為解元，但不识麐字，欲改他人，又爱其文，迟疑之间，应天府礼房吏禀识麐字，遂定其为解元。

## 家族
曾祖父唐永貞；祖父唐輔，學正；父唐音（1498年-1552年），字希古，號克菴，嘉靖戊子舉人，雞澤知縣。母陳氏。爲唐順之從姪孫。弟唐一鹗、唐一鳳（庠生）、唐一驥、唐一鷺。